# 马尔蒙-帕沙

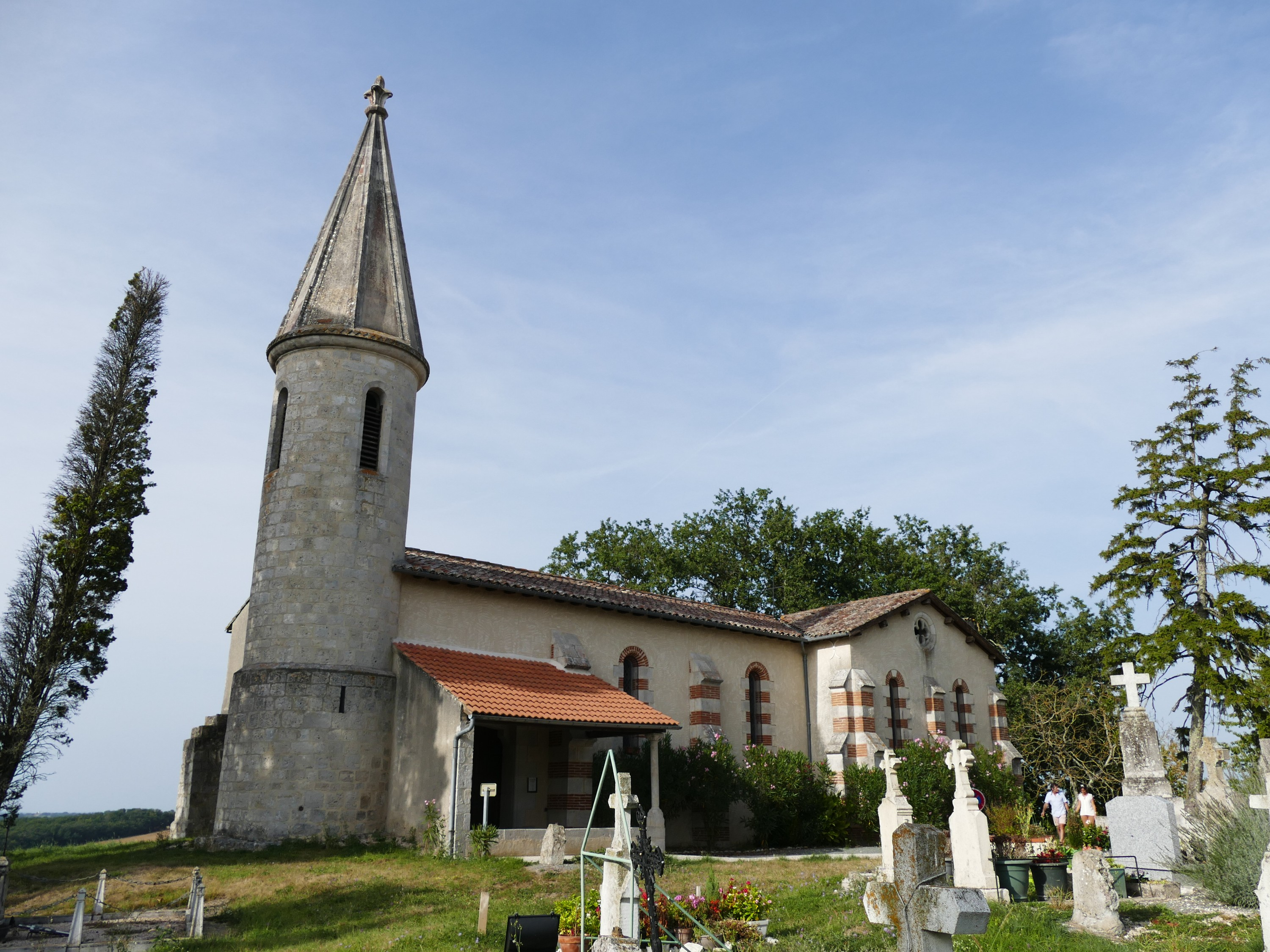
马尔蒙-帕沙圣母教堂

马尔蒙-帕沙（法語：Marmont-Pachas）是法国洛特-加龙省的一个市镇，位于该省东南部，与热尔省接壤，属于阿让区和阿让城市圈公共社区。该市镇总面积7.96 平方千米，海拔在103至169米之间，2022年1月1日年时的人口为165人。

## 行政区划
马尔蒙-帕沙的邮政编码为47220，市镇编码为47158。

## 交通
洛特-加龙省省道D15线和D282线在马尔蒙-帕沙境内交汇。

## 人口
马尔蒙-帕沙人口变化图示